# Wiz (IT企業)
株式会社Wiz（ワイズ、英: Wiz Co.,Ltd.）は、東京都豊島区に本社を置くITの総合商社。

## 企業概要
2012年4月18日に設立。様々なITサービスを提供し、⽇本のデジタル化を推進するITの総合商社。DXセレクトメディア「Wiz cloud（ワイズ クラウド）」を通じて、「300を超える幅広いサービス展開」と「総合コンシェルジュ」を強みに、 価値のあるDX提案をしている。ヒトと企業の課題を1つでも多く解決していくことを目指し、IT（DX）、HR、M&A、3つのマーケットにてチャレンジしている。
個人パートナーDX事業、法人パートナーDX事業、マンションDX事業、地域向けDX事業、HR事業、M&A事業の事業を展開。従業員数は1000人を超える。

## 企業理念
パーパス　「UPDATE YOUR LIFE」
ミッション「人と企業の課題をITで解決する」
バリュー「時代にベストなサービスを適切なタイミングで届ける」
スピリット「Challenge to Innovation」

## 受賞歴
複数回認定している項目に関しては、初年度のみ記載とする。
2014年
- ベストベンチャー100　認定
- 環境省 気候変動キャンペーンFun to Share　賛同

2015年
- BACCS～20万人の学生が選ぶ働きたい企業50選～　認定

2016年
- 「女性のチカラを活かす企業」　認定
- Forbes JAPAN WOMEN AWARD 2016　7位入賞

2017年
- おもてなし規格認証　取得
- ひとり親応援認定事業主　認定
- 東京都スポーツ推進企業　認定
- スポーツ庁 スポーツエールカンパニー　認定
- Forbes JAPAN WOMEN AWARD 2017　7位入賞

2018年
- ウーマンエンパワー賛同企業

2020年
- 仙台市 障害者雇用貢献事業者への市長感謝状贈呈事業　受賞
- 経済産業省「情報処理支援機関（スマートSMEサポーター）制度」　認定

2021年
- 「テレワーク東京ルール」の実践企業　認定
- 豊島区ワーク・ライフ・バランス推進　認定

2022年
- スポーツ庁「スポーツエールカンパニー 2022 」認定
- 令和4年度「東京都スポーツ推進企業」認定　認定

2023年
- スポーツ庁「スポーツエールカンパニー 2023 」認定
- 令和5年度「東京都スポーツ推進企業」認定　認定

## 設立沿革
- 2012年
  - 4月 - 池袋ワークスタジオビルに株式会社Wiz 設立
  - 11月 - South新大塚ビルに本社を移転
- 2013年
  - 1月 - South新大塚ビル1Fに営業所を増設
- 2014年
  - 1月 - 新宿区高田馬場に支社兼コールセンター設立
  - 11月 - 札幌支社設立
- 2015年
  - 6月 - 福岡支社設立
  - 10月 - 大阪支社設立
  - 11月 - 仙台支社設立
- 2016年
  - 9月 - 徳島支社設立
  - 12月 - 沖縄支社設立
- 2017年
  - 2月 - 恵比寿支社設立
  - 6月 - 鹿児島支社設立
  - 6月 - 福岡クリエイティブラボ設立
  - 8月 - 宮崎支社設立
- 2018年
  - 1月 - 名古屋支社設立
  - 2月 - 仙台HR支社設立
  - 4月 - 大阪HR支社設立
  - 6月 - 宇都宮支社設立
- 2019年
  - 7月 - 北九州支社設立
  - 10月 - 湘南支社設立
  - 10月 - 通信代理店としては国内初となる、TP-Link社の日本総販売店に就任
- 2020年
  - 8月 - Hareza池袋オフィスタワーに、Wizの新オフィス「Wiz CCT Lab」[1] がオープン
  - 8月 - 株式会社undoneが運営、Wizがトータルコーディネートを務めるDXカフェ「café Ideal（カフェ アイディール）」が神奈川県藤沢市にオープン
  - 10月 - IT×カフェをコンセプトとしたDXカフェ「Wiz SHOP DXカフェ need」を東京都豊島区、北海道札幌市に2店舗同時オープン 2023年
- 2023年
  - 7月 - 鹿児島支社にレブナイズコールセンター設立

## 事業内容
- 個人パートナーDX事業
- 法人パートナーDX事業
- マンションDX事業
- 地域向けDX事業
- HR事業
- M&A事業